# مزرعه حسنعلی ضرغامی و شرکا
مزرعه حسنعلی ضرغامی و شرکا یک منطقهٔ مسکونی در ایران است که در دهستان کمین واقع شده‌است.